# Máy pha cà phê

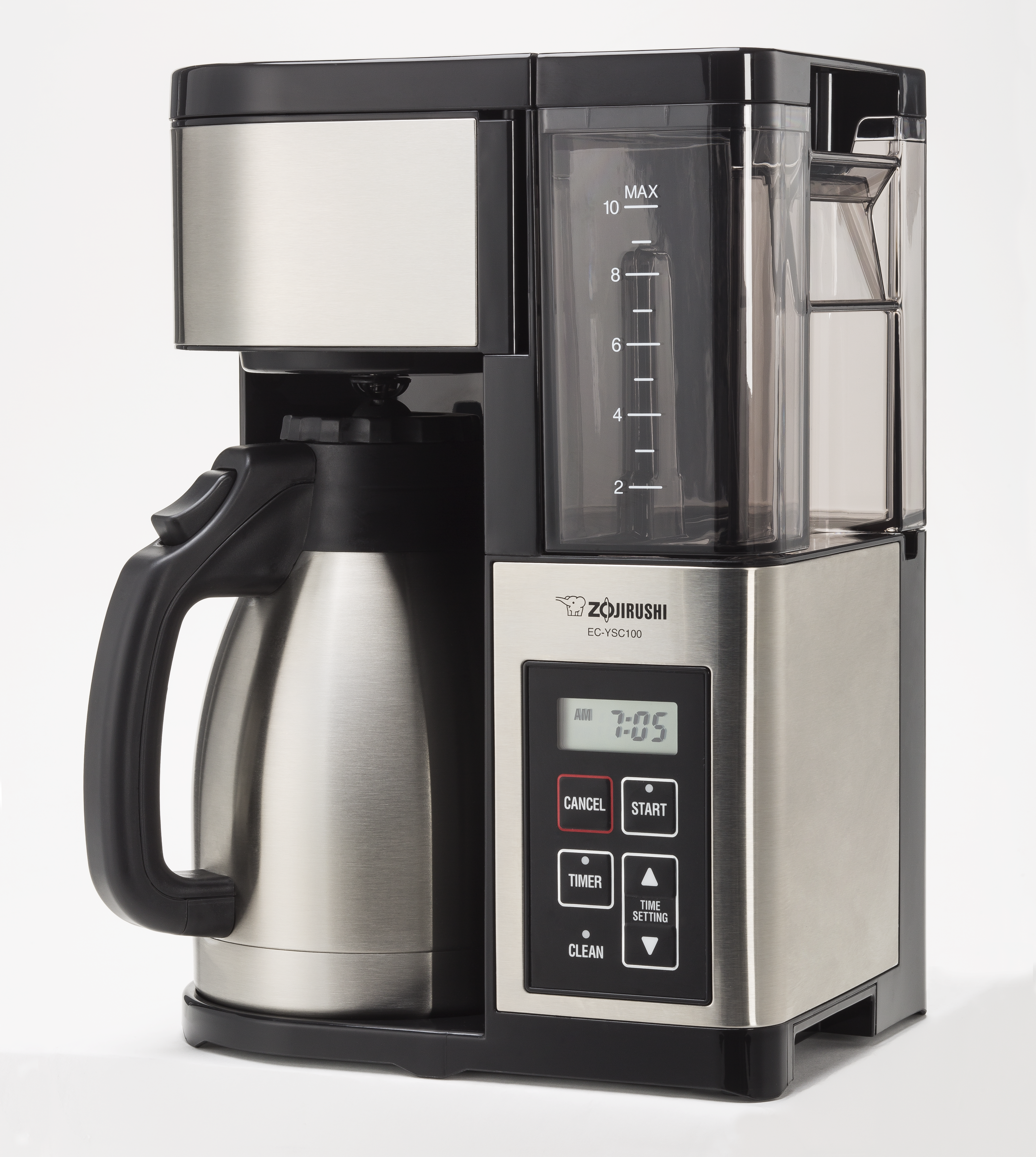
Mẫu máy cà phê điện năm 2016

Máy pha cà phê là các thiết bị gia dụng được sử dụng để pha cà phê. Mặc dù có nhiều loại máy pha cà phê khác nhau sử dụng một số nguyên tắc pha khác nhau, trong các thiết bị phổ biến nhất, bột cà phê được cho vào một bộ lọc bằng giấy hoặc kim loại bên trong một cái phễu, được đặt trên một bình cà phê bằng thủy tinh hoặc gốm, một nồi nấu trong gia đình ấm đun nước. Nước lạnh được đổ vào một khoang riêng biệt, sau đó được đun sôi và dẫn vào phễu. Đây cũng được gọi là pha nhỏ giọt tự động.

## Lịch sử
Trong hàng trăm năm, pha một tách cà phê là một quá trình đơn giản. Hạt cà phê rang và xay được đặt trong một cái nồi hoặc chảo, trong đó nước nóng được thêm vào và sau đó gắn nắp để bắt đầu quá trình truyền. Các bình được thiết kế đặc biệt để pha cà phê, tất cả đều để cố gắng giữ bã cà phê trước khi rót cà phê. Các thiết kế điển hình bao gồm một nồi có đáy mở rộng bằng phẳng để hứng các bãi chìm và một vòi rót sắc bén để bẫy các hạt mài nổi. Các thiết kế khác có phần phình rộng ở giữa bình để hứng bã khi rót cà phê.
Vào khoảng năm 1889, quy trình nấu bia truyền dịch đã được giới thiệu ở Pháp. Điều này liên quan đến việc ngâm hạt cà phê xay, thường được đựng trong túi vải lanh, vào nước nóng hoặc ngâm cho đến khi đạt được độ bền mong muốn. Tuy nhiên, trong suốt thế kỷ 19 và thậm chí đầu thế kỷ 20, việc cho cà phê xay vào nước nóng trong nồi hoặc chảo, đun sôi cho đến khi có mùi thơm và rót cà phê vào cốc được coi là phù hợp.
Có rất nhiều đổi mới từ Pháp vào cuối thế kỷ 18. Với sự giúp đỡ của Jean-Baptiste de Belloy, Tổng Giám mục Paris, ý tưởng rằng không nên đun sôi cà phê đã được chấp nhận. Phương pháp hiện đại đầu tiên để pha cà phê sử dụng bộ lọc cà phê - pha nhỏ giọt - đã hơn 125 năm tuổi và thiết kế của nó đã thay đổi rất ít. Cây đàn lớn, xuất xứ ở Pháp. 1780, là một cái bình hai tầng chứa cà phê trong một chiếc tất vải ở ngăn trên để nước được đổ vào, thoát qua các lỗ ở đáy ngăn vào bình đựng cà phê bên dưới. Cà phê sau đó được rót ra từ một vòi ở bên cạnh bình. Chất lượng của cà phê pha phụ thuộc vào kích thước của bã thành hương vị của cà phê.
Cũng trong khoảng thời gian đó, một nhà phát minh người Pháp đã phát triển "bộ lọc bã bằng vòi bơm", trong đó nước sôi trong ngăn dưới cùng sẽ tự đẩy lên một ống và sau đó nhỏ giọt (chảy) qua cà phê xay trở lại ngăn dưới cùng. Trong số những phát kiến khác của Pháp, Bá tước Rumford, một nhà khoa học lập dị người Mỹ sống ở Paris, đã phát triển một chiếc French Drip Pot với một lớp vò ngoài cách nhiệt để giữ cho cà phê luôn nóng. Ngoài ra, bộ lọc kim loại đầu tiên được phát triển và cấp bằng sáng chế bởi một nhà phát minh người Pháp.

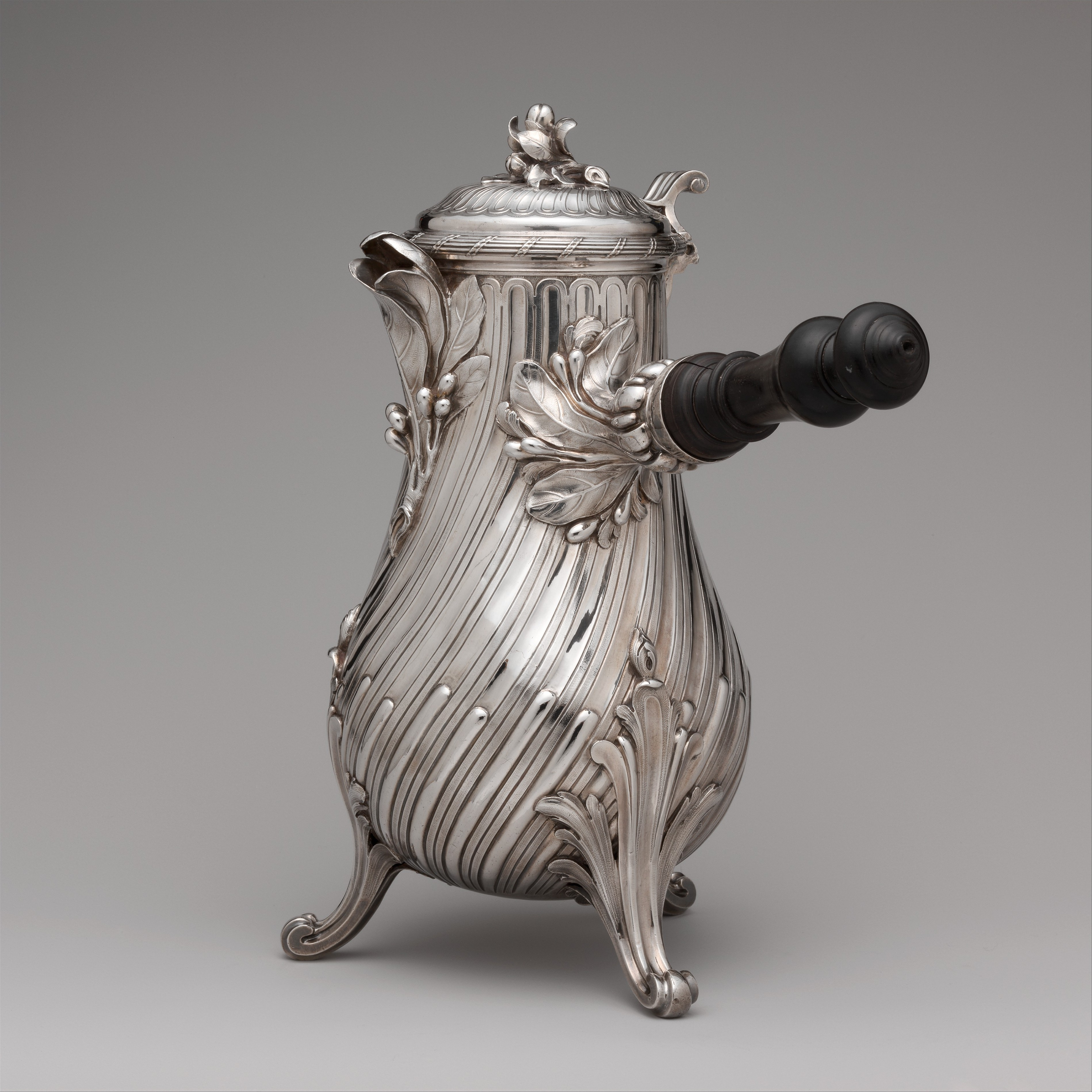
Bình cà phê, Pháp, khoảng 1757, Bảo tàng nghệ thuật Metropolitan
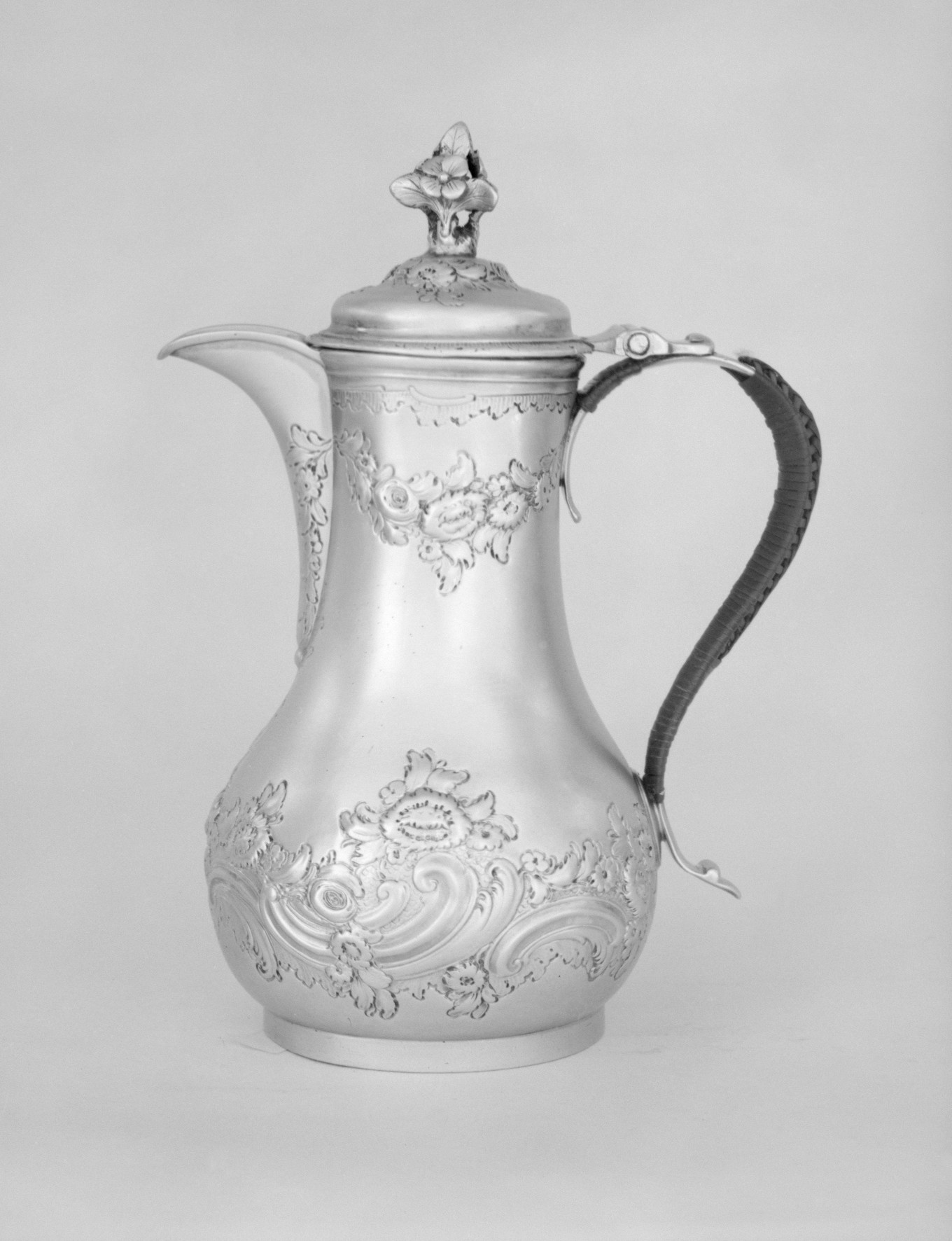
Bình nước nóng bằng bạc, 1748
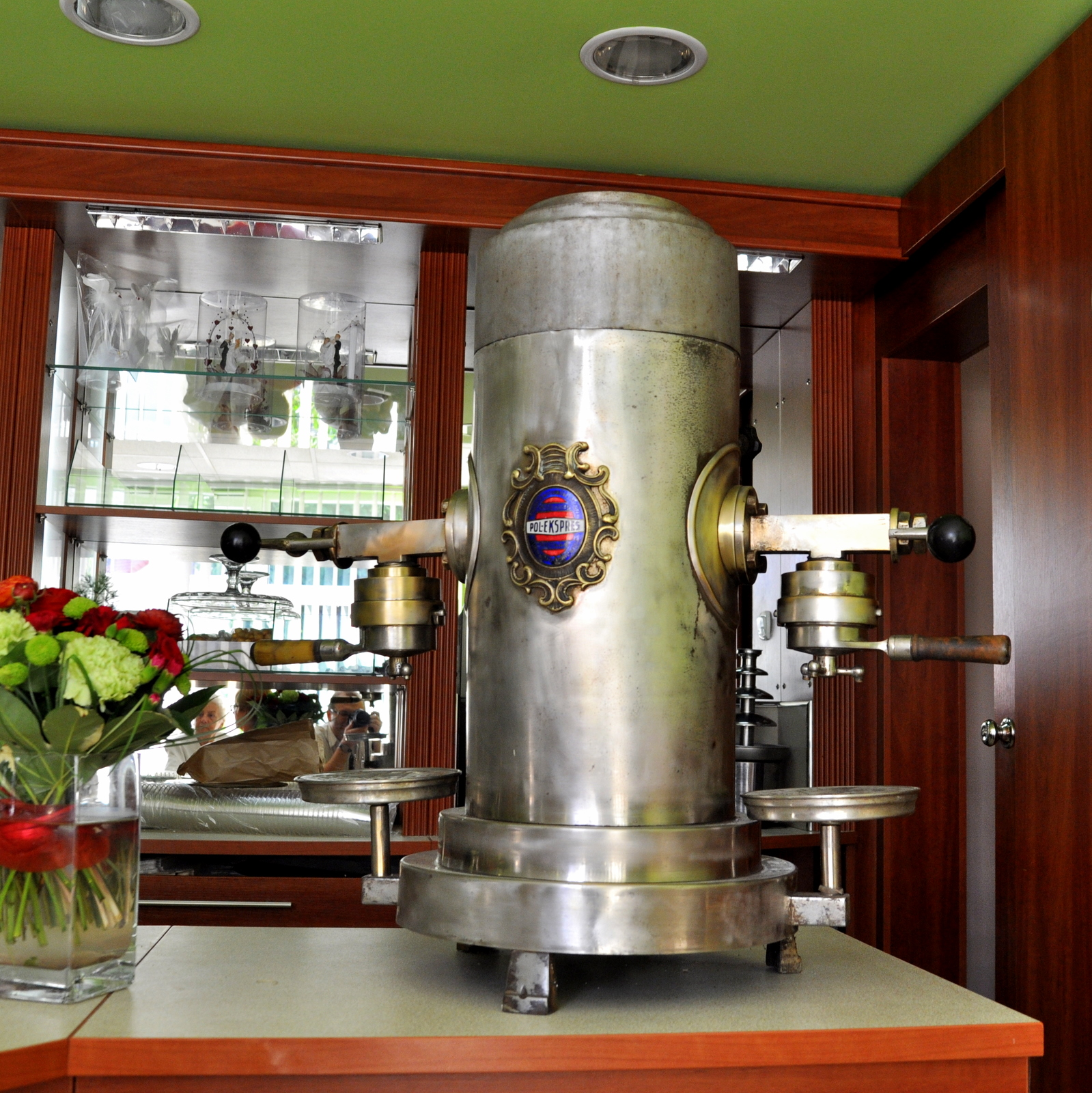
Máy pha cà phê của công ty Ba Lan Pol-Ekspres (những năm 1930)
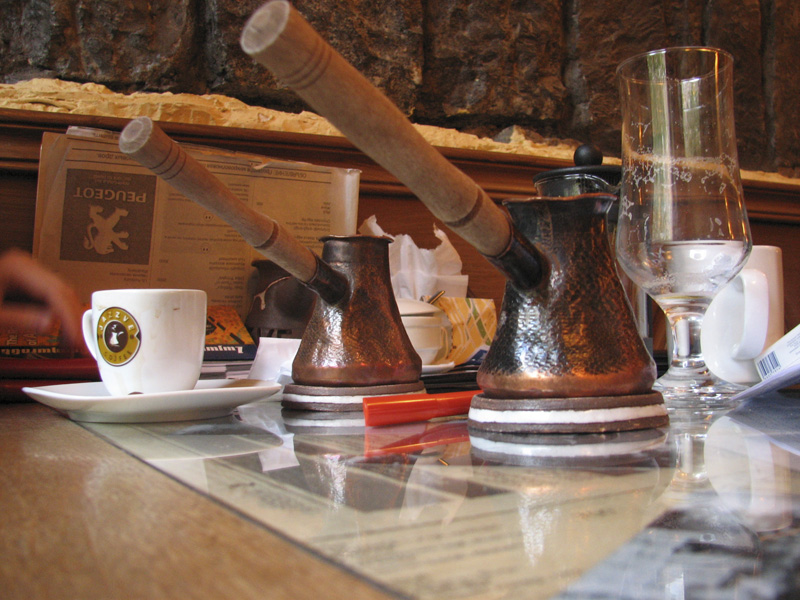
Máy pha cà phê tay cầm dài trong một quán cà phê Armenia, 2008

## Phân loại

### Máy pha cà phê chân không
Các thiết bị pha cà phê khác trở nên phổ biến trong suốt thế kỷ 19, bao gồm nhiều loại máy khác nhau sử dụng nguyên lý chân không. Máy hút chân không Napier được phát minh vào năm 1840, là một ví dụ ban đầu của loại hình này. Mặc dù nói chung là quá phức tạp để sử dụng hàng ngày, các thiết bị chân không được đánh giá cao để tạo ra một loại máy pha cà phê phổ biến cho đến giữa thế kỷ XX.
Nguyên tắc của máy pha chân không là làm nóng nước trong bình dưới cho đến khi giãn nở buộc các chất bên trong đi qua một ống hẹp vào bình trên chứa cà phê xay. Khi bình dưới trống và thời gian pha đủ trôi qua, nhiệt được loại bỏ và chân không tạo ra sẽ hút cà phê đã pha trở lại qua một bộ lọc vào buồng dưới, tại đó nó được lọc bã. Sự giải thích của Bauhaus về thiết bị này có trong máy pha cà phê Sintrax của Gerhard Marcks năm 1925.
Một kỹ thuật biến thể ban đầu, được gọi là siphon cân bằng, là có hai khoang được sắp xếp cạnh nhau trên một loại thiết bị giống như cân, với một đối trọng được gắn đối diện với khoang ban đầu (hoặc bộ gia nhiệt). Khi nước gần sôi được ép từ buồng đun nóng vào buồng pha cà phê, đối trọng được kích hoạt, làm cho một thiết bị có lò xo đi xuống chạm vào ngọn lửa, do đó làm "tắt" lửa và cho phép nước nguội quay trở lại về buồng ban đầu. Bằng cách này, người ta đã có được phương pháp pha cà phê 'tự động' nguyên thủy.
Vào ngày 27 tháng 8 năm 1930, Inez H. Peirce ở Chicago, Illinois đã nộp bằng sáng chế cho chiếc máy pha cà phê chân không đầu tiên thực sự tự động hóa quy trình pha cà phê chân không, đồng thời loại bỏ sự cần thiết của bếp đốt hoặc nhiên liệu lỏng. Một bếp đun nóng bằng điện đã được đưa vào thiết kế của máy nấu bia chân không. Nước được làm nóng trong một giếng lõm, làm giảm thời gian chờ đợi và ép nước nóng nhất vào buồng phản ứng. Khi quá trình hoàn tất, bộ điều nhiệt sử dụng nguyên lý giãn nở hai kim loại sẽ ngắt nhiệt cho thiết bị vào thời điểm thích hợp. Phát minh của Peirce là máy pha cà phê chân không thực sự "tự động" đầu tiên, và sau đó được kết hợp trong Robot cà phê Farberware.
Thiết kế của Pierce sau đó đã được các kỹ sư thiết bị Hoa Kỳ Ivar Jepson, Ludvik Koci, và Eric Bylund của Sunbeam cải tiến vào cuối những năm 1930. Họ đã thay đổi buồng sưởi và loại bỏ hình giếng lõm vốn rất khó làm sạch. Họ cũng đã thực hiện một số cải tiến đối với cơ chế lọc. Thiết kế cải tiến của họ về kim loại dùng để mạ, kiểu dáng của nhà thiết kế công nghiệp Alfonso Iannelli, trở thành dòng Sunbeam Coffeemaster nổi tiếng của máy pha cà phê chân không tự động (Mô hình C-20, C-30, C40, và C-50). Máy pha bia chân không Coffeemaster đã được bán với số lượng lớn ở Hoa Kỳ trong những năm ngay sau Thế chiến thứ nhất.

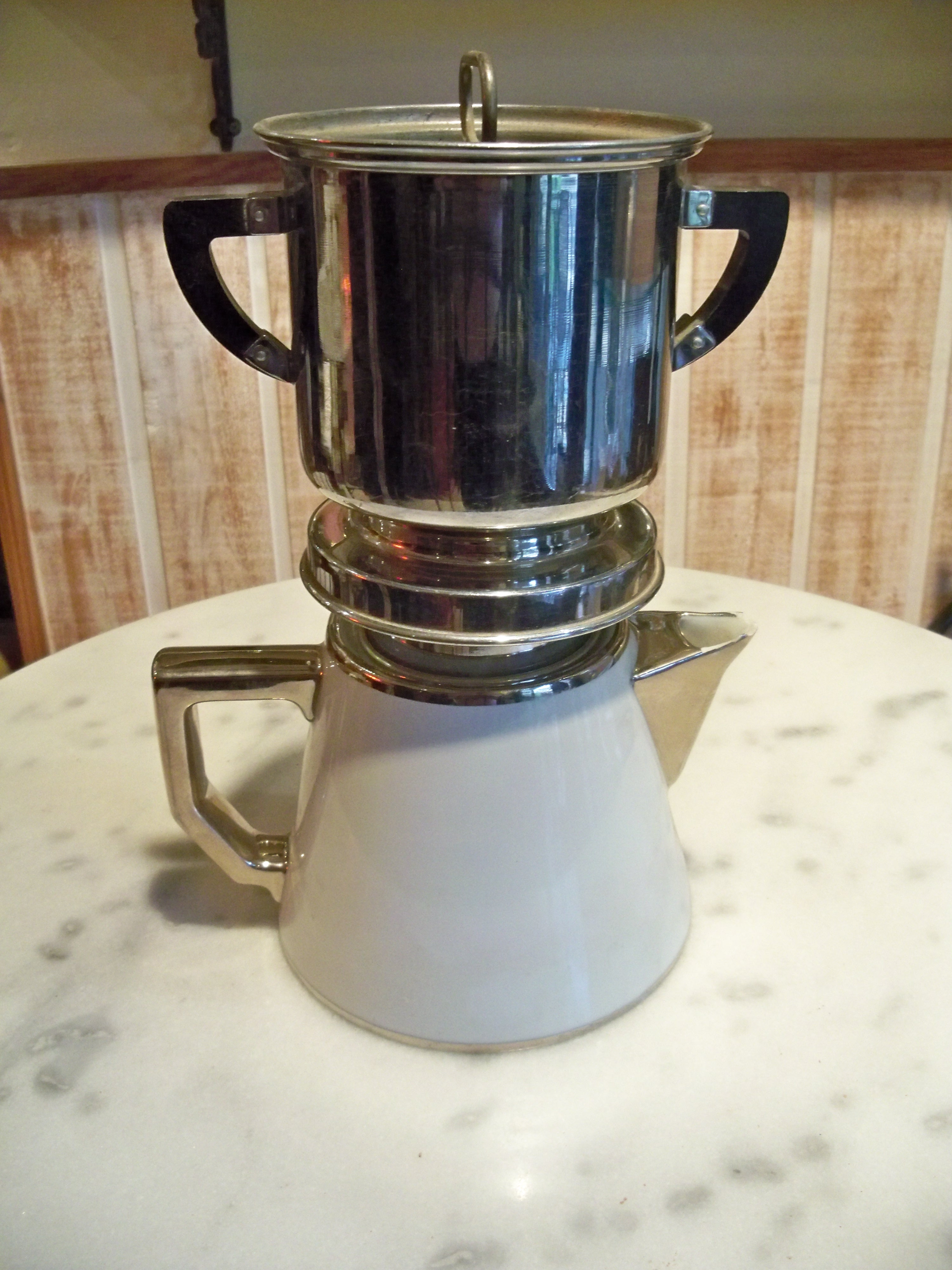
Phin pha cà phê chảy vào bình đựng. Phin pha cà phê nhỏ giọt kiểu Pháp
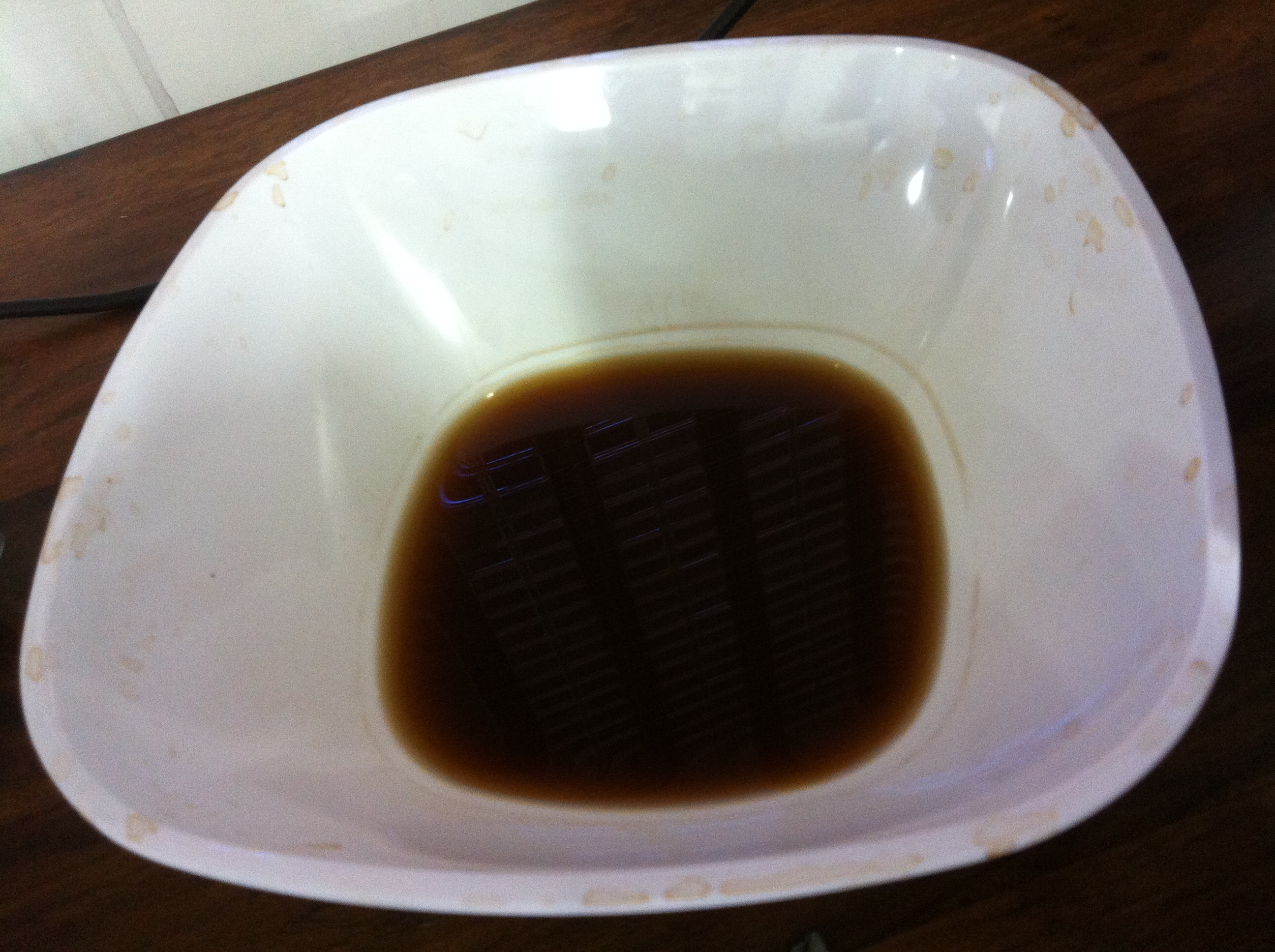
Gạn cà phê đổ vào bát
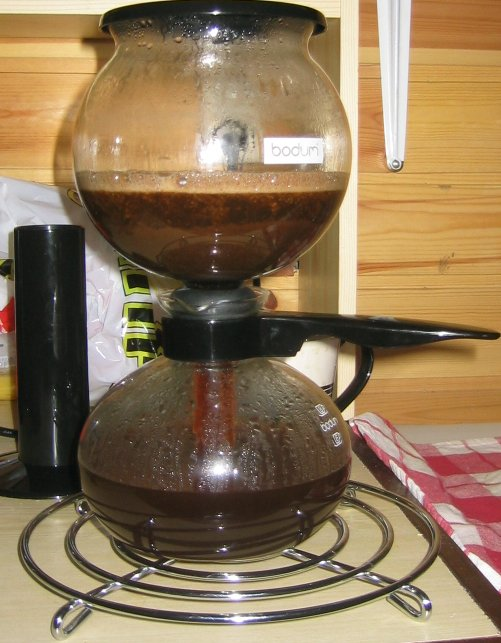
Máy pha cà phê chân không; máy pha cà phê chân không Bodum trong đó cà phê được hút trở lại bằng chênh lệch áp suất